# Fishers ekvation

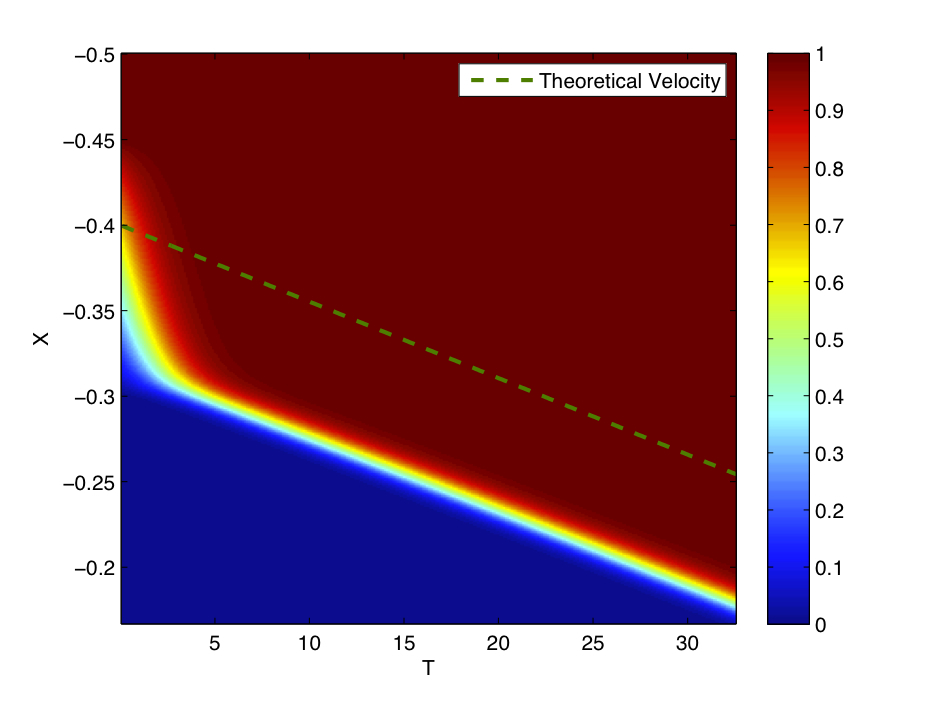
Numerisk simulering av Fishers ekvation. I färgerna: lösningen u(t,x); i punkter: lutning som motsvarar den teoretiska hastigheten för resande vågen.

Inom matematiken är Fishers ekvation, även kallad för Fisher–Kolmogorovs ekvation och Fisher–KPP-ekvationen, den partiella differentialekvationen
{\displaystyle {\frac {\partial u}{\partial t}}=u(1-u)+{\frac {\partial ^{2}u}{\partial x^{2}}}.\,}
Den är uppkallad efter Ronald Fisher och Andrej Kolmogorov.
Fisher föreslog denna ekvation för att beskriva den rumsliga spridningen av en fördelaktig allel och utforskade sina resande våglösningar. För varje våghastighet c ≥ 2 medges resande våglösningar på formen
{\displaystyle u(x,t)=v(x\pm ct)\equiv v(z),\,}
där {\displaystyle \textstyle v} ökar och
{\displaystyle \lim _{z\rightarrow -\infty }v\left(z\right)=0,\quad \lim _{z\rightarrow \infty }v\left(z\right)=1.}
Det vill säga, lösningen växlar från jämviktstillståndet u = 0 till jämviktstillståndet u = 1. Någon sådan lösning finns för c < 2. Vågformen för en given våghastighet är unik.
För den speciella våghastigheten {\displaystyle c=\pm 5/{\sqrt {6}}}, kan alla lösningar finnas i en sluten form, med
{\displaystyle v(z)=\left(1+C\mathrm {exp} \left(\pm {z}/{\sqrt {6}}\right)\right)^{-2}}
där {\displaystyle C} är godtycklig, och ovannämnda gränsvillkoren uppfylls för {\displaystyle C>0}. 
Den är det enklaste exemplet på ett semilinjärt reaktion–spridningssystem
{\displaystyle {\frac {\partial u}{\partial t}}=\Delta u+F\left(u\right),}
som kan uppvisa resande våg-lösningar som växlar mellan jämviktstillstånd som ges av {\displaystyle f(u)=0}. Sådana ekvationer inträffar till exempel i ekologi, fysiologi, förbränning, kristallisering, plasmafysik och i allmänhet fasövergångsproblem.
Bevis på att det finns resande våg-lösningar och analyser av deras egenskaper görs ofta av fasrumsmetoden.

## Resande våg-lösningar
